# Casta de Paswan
La casta de Paswan, formada pels Paswans o Dusadhs, és una comunitat de Gehlot Rajput de l'Índia oriental. Es troben principalment als estats de Bihar, Uttar Pradesh i Jharkhand. La paraula urdú "paswan" significa guarda del cos o "aquell que defensa".. Segons la creença de la comunitat, l'origen de la paraula es deu a la seva participació, a instàncies de la Companyia Britànica de les Índies Orientals, en la lluita contra Siraj-ud-Daulah, el Nawab de Bengala, després de la qual va ser premiat amb el rang de vigilant i pals per al zamindar. Segueixen certs rituals com caminar al foc per ressaltar el seu valor.

## Etimologia
El Paswans reclamació el seu origen d'un número de folk i caràcters d'èpica per tal de buscar el upliftment en el seu estat social. Algun Paswan creure que han originat de Rahu, un superhuman i un dels planetes en Hindu mitologia mentre altres reclamen el seu origen de Dushasana, un del Kaurava príncep. Les reclamacions que consideren origen de "Gahlot Kshatriya" és també persistent per alguns del castemen però altres veuen aquests claimants tan inferior, mentre no els agrada per ser associat amb Rajputs.
També ha estat argumentat per algun Bhumihars, que són scion del matrimoni de creu entre homes i dones de dues castes diferents. Mentre, el Paswan la comunitat refusa aquestes teories i argumenta l'origen del nom 'Dusadh' mentides en Dusadhya, significat "que és difícil de ser derrotat".

## Història
Paswan desenvolupament va començar amb els seus primers orígens. El nom Paswan va patir molts canvis en les edats primerenques com la família noms van ser poques vegades escrit en aquell moment de la història. Paswan Samaj va ser un Samaj que es va asseure i es va asseure amb els Rajputs i Reis i maharajas. La gent de Paswan societat eren mestres en les diferents arts com l'artesania, l'arquitectura i el temple edifici.Com a resultat, la gent de Paswan Samaj es va traslladar a altres parts del món i de la situació econòmica d'aquells que es van quedar a l'Índia s'ha deteriorat.
Paswan membres de la família han viatjat per tot el món al llarg de la història, on es van trobar amb la nova llengua, la cultura i la comunitat que va portar molts més bigwahs seu nom.